# Here Comes the Indian
Here Comes The Indian, nach 2020 auch Ark, ist das vierte Album der Experimentalband Animal Collective aus Baltimore. Es wurde am 17. Juni 2003 auf Paw Tracks veröffentlicht. Es war das erste Album, welches den korrekten Bandnamen "Animal Collective" trug. Vor diesem Album zog die Band es vor, das Album nach den jeweiligen Mitgliedern, welche mitwirkten, zu betiteln.
Here Comes the Indian ist auch das erste Album der Band, wo alle vier Mitglieder der Band zusammen spielen, obwohl Geologist auf ihrem vorigen Album Campfire Songs sich bereits um die Aufnahmen kümmerte.

## Entstehungsgeschichte
Das Album wurde innerhalb von drei Tagen aufgenommen. Avey Tare spielte seine Gitarre durch ein Ibanez-Delaypedal und einen BOSS-Pitch Shifter, um einen gedoppelten, volleren Klang zu erzeugen, da er zu der Zeit der einzige war, welcher Gitarre spielte. Die Gruppe nutzte auch Vocoder und Synthesizer, um ihren Klang zu prozessieren und zu manipulieren. Avey und Panda Bear nahmen später in Aveys Haus den Gesang auf MiniDisc-Rekorder auf und fügten ihn in Pianoloops ein, welche Avey produziert hatte. Das Mixing des Albums dauerte etwa drei bis vier Tage.
Vor den Aufnahmen hatten die Mitglieder eine schwierige Phase. Nach Schwierigkeiten auf der Tour und in der Band entschloss sich das Mitglied Brian Weitz, also Geologist, ein Jahr lang die Band zu verlassen, um eine Schule in Arizona zu besuchen. Laut ihm sei das Album das „absolute Herz dieser Dunkelheit“ gewesen: „Deshalb klingt das Album auch so hektisch und chaotisch. Es versuchte, diese ganze seltsame Hektik und Energie in die Aufnahmen zu bringen.“
Bei der Neuerscheinung des Albums auf Bandcamp 2020 wurde der Albumtitel zu Ark geändert. Die Band erklärte diese Entscheidung damit, dass die Verwendung des Begriffs "Indian" die falsche Botschaft vermitteln könnte, dass sie als Band die Ureinwohner Amerikas objektifizieren könnten, was sie mit ihrer Musik nicht beabsichtigt hätten.

## Rezeption
Das Album erhielt auf Pitchfork Media am 18. Juni 2003 eine positive Bewertung von 8,6/10 Punkten. Bei allmusic erhielt das Album 4/5 Sterne und der Kritiker Mark Pytlik schrieb:

“feels similarly crazed, drug-induced, and apparitional, Here Comes the Indian makes for particularly lucid listening. Brash, crass, and texturally magnificent, this is well worth seeking out”

„Es fühlt sich verrückt, drogeninduziert und schemenhaft an. Here Comes the Indian ist für besonders luzides Hören geeignet. Schnodderig, krass und textuell hervorragend: es lohnt sich, dieses Album zu entdecken!“

## Titelliste
1. Native Belle – 3:52
2. Hey Light – 5:41
3. Infant Dressing Table – 8:35
4. Panic – 4:48
5. Two Sails On a Sound – 12:20
6. Slippi – 2:49
7. Too Soon – 6:27

## Frühe Version des Albums
Ein früher Mix des Albums, der ebenfalls Ark hieß, konnte nicht kommerziell gekauft, doch online gefunden werden. Der Großteil des Gesangs war in der frühen Version noch nicht enthalten. Die Gitarre war präsenter und die Titelliste war verschieden. Die Songs hatten andere Namen und andere Übergänge zu anderen Songs.
Titelliste
1. Too Soon – 7:01
2. Native Bell – 3:56
3. Daylight – 7:03
4. Chant – 5:26
5. Two Sails – 12:31
6. Slippi – 2:55
7. Infinite Dressing Table – 10:51